# Émile Robert (architecte)
Pour les articles homonymes, voir Émile Robert.
Émile Robert (Toulon, 6 décembre 1880 - Dijon, 6 juin 1955) est un architecte français qui a bâti essentiellement à Dijon.

## Biographie
Maximilien "Émile" Joseph Robert est le fils d'Hippolyte Charles Robert, typographe et militaire de la réserve originaire de bourgogne et de Marie Augustine Prudence Bauchamp, brodeuse sur or. Lors des recensements de la population de la ville de Dijon et à la suite du décès de son père le 27 juillet 1884 à Béziers, il est recueilli par sa tante Emilie Julie Robert aux environs de 1896. Domiciliée au 41 ter Cours du Parc depuis 1891 (et ce jusqu'à sa mort le 28 août 1920), elle est recensée comme domestique, lingère ou ménagère de l'architecte Ludovic Allaire sur les actes de 1906 et 1911. Lui est mentionné comme étudiant en 1901 puis comme dessinateur en 1906. Lors de son mariage avec Marguerite Emilie Marie Pouffier, fille d'un entrepreneur de marbrerie dijonnais, le 18 avril 1908 à Dijon, il est mentionné comme architecte et a pour témoin l'architecte Ludovic Allaire. Son œuvre la plus connu est l'ancien magasin Au Pauvre Diable

## Œuvres

### Dijon
- l'église Saint-Joseph avec l'architecte Ludovic Allaire, située au n°21 bis rue de Jouvence, entre 1909 et 1910 [12].
- Immeuble situé au n°6 place Grangier de style Éclectique entre 1909 et 1910[13].
- Immeuble entre Art nouveau et Art déco, au n°22 boulevard de Brosses, entre 1912-1913[14].
- Immeuble entre Art nouveau et Art déco, situé au n°2 de la rue de Montmartre, en 1913 [15].
- La nouvelle façade et de la rotonde du magasin Au Pauvre Diable, construits par l’entreprise Pouletty au n°51 rue de la Liberté, entre 1924-1926.
- Prolongement de l'immeuble de style Art déco d'Auguste Drouot, situé à l'angle de l'avenue Victor-Hugo (n°12) et de la rue de l'Égalité (n°2), entre 1924 et 1927[16],[17].
- Immeuble de la Lyonnaise de Banque, de style style néo-Renaissance et situé place François-Rude, en 1925[18],[19].
- Quatre maisons situés aux n° 7-9-11 et 13 cours du Parc, entre 1926 et 1928 [20],[21].
- Immeuble situé à l'angle de la rue de l'Égalité (n°16) et de la rue du Docteur-Durande (n°10), en 1927 [22].
- Immeuble de style Art déco, 15 boulevard Thiers, entre 1930 et 1931[2],[23].
- Maison de style Art déco, 6 boulevard Eugène Spüller, en 1931[2].
- Immeuble de style Art déco, aux n°3-5-7 rue du Château à la place de l'"immeuble David", abritant "Le Grand Café" et l’ancien hôtel de la Poste, construits par l’entreprise Pouletty, entre 1927-1933[24].
- Immeuble de style Art déco, aux n°8 avenue de la Première armée française [25].

### Limoges
- Cirque municipal (1911), détruit en 1958.

## Galerie

### Dijon

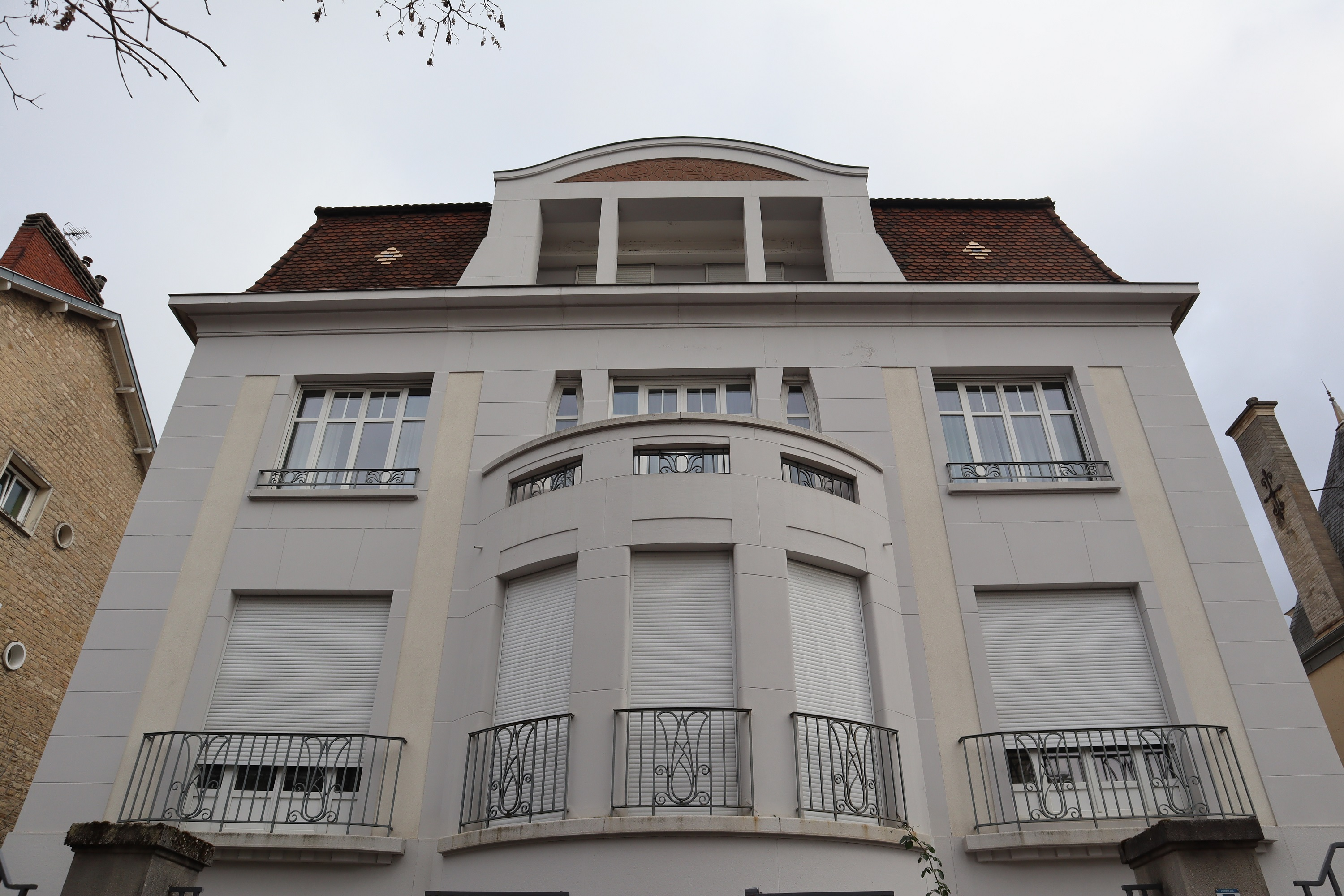
Maison au n°6 Boulevard Eugène Spuller
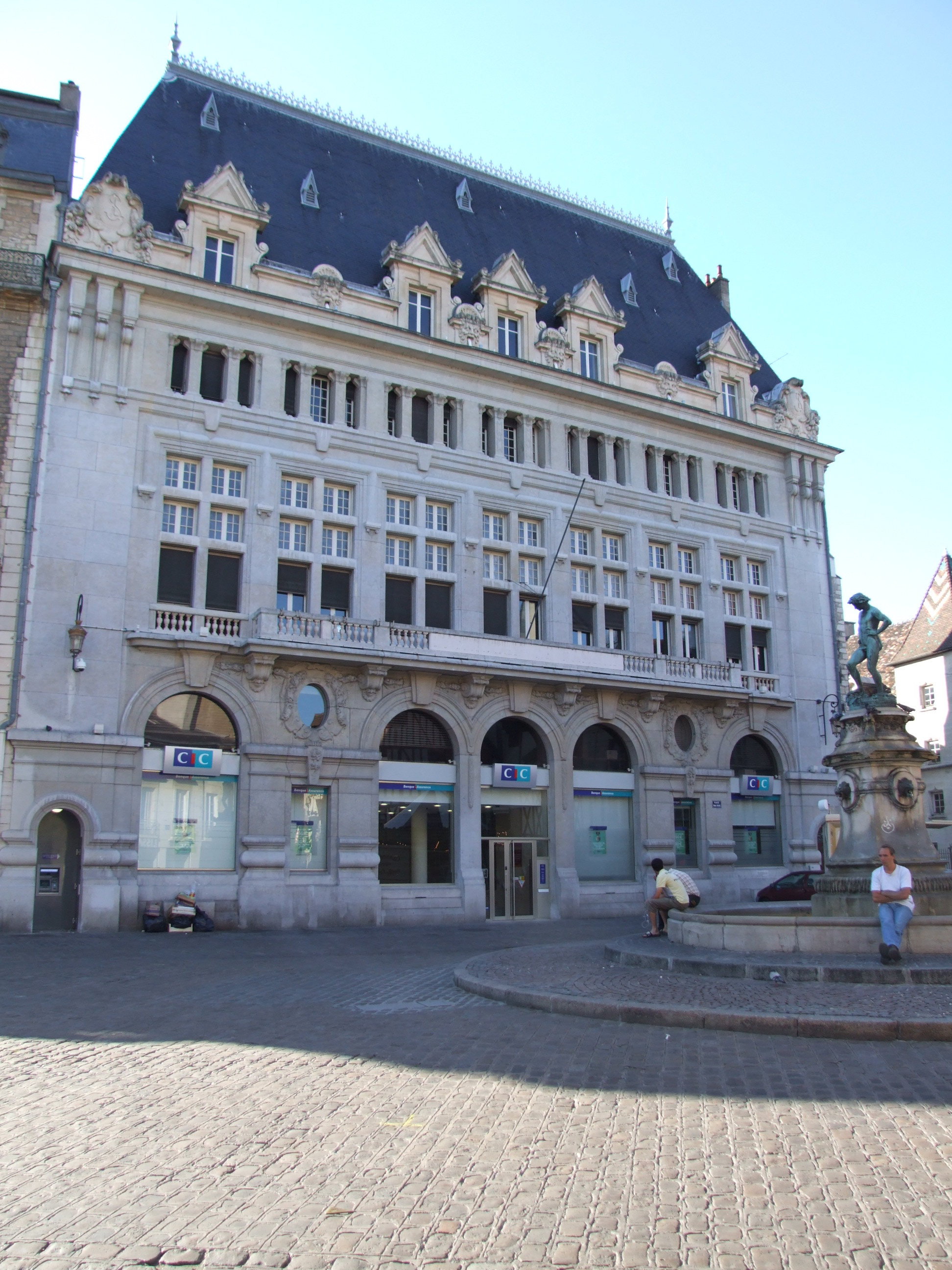
Immeuble de la Lyonnaise de banque
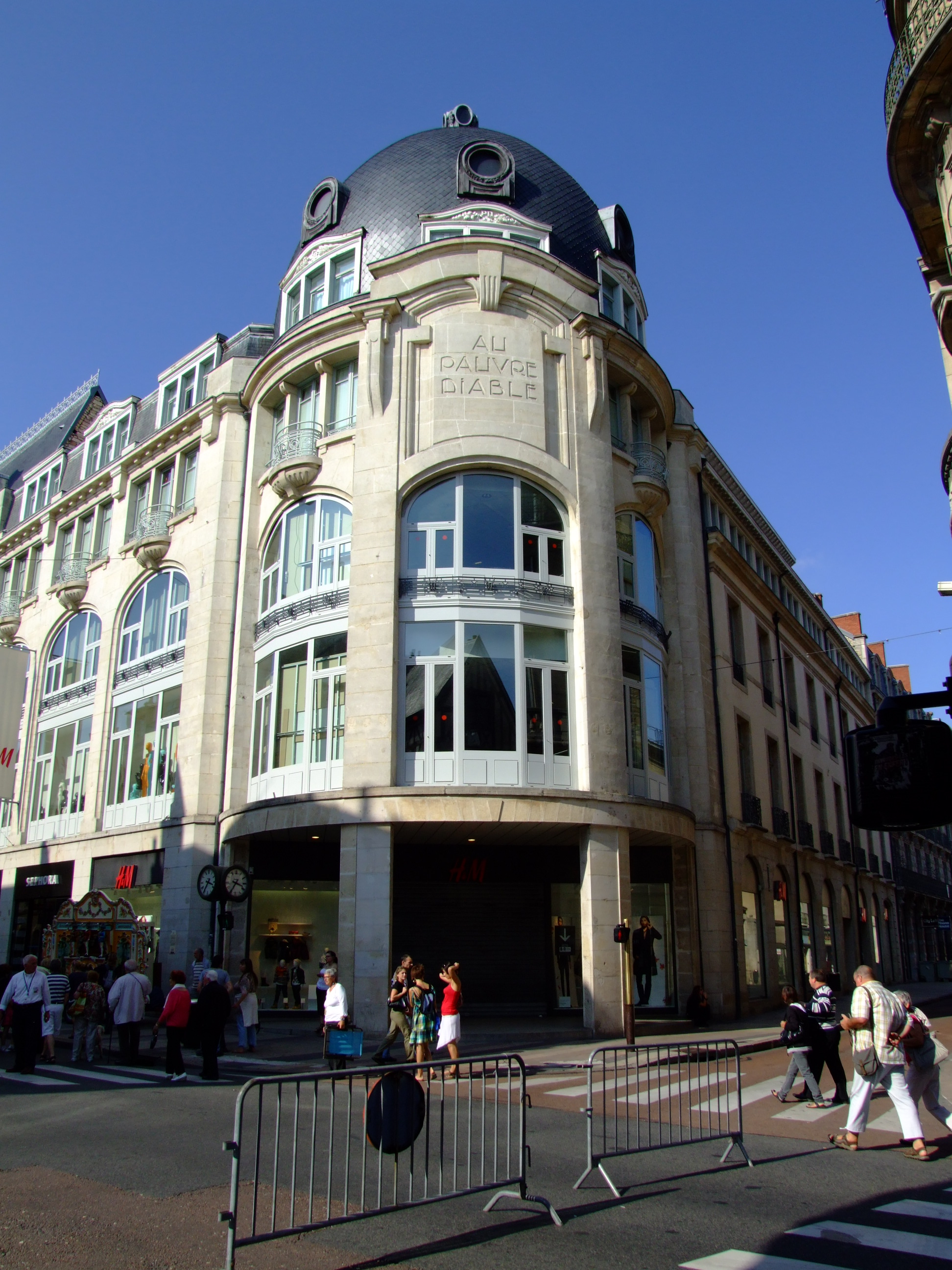
Au Pauvre Diable
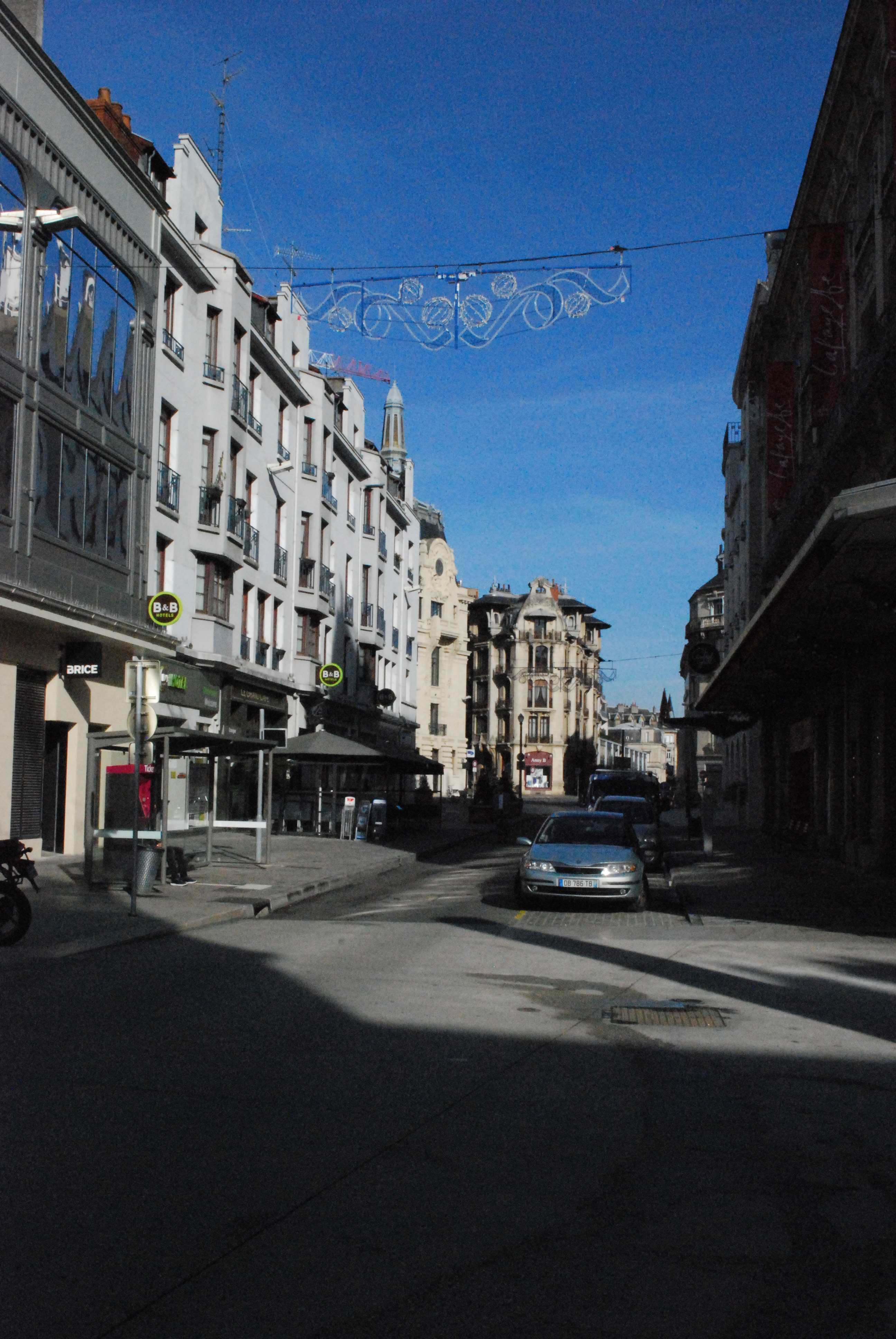
Ancien hôtel de la Poste, rue du Château.
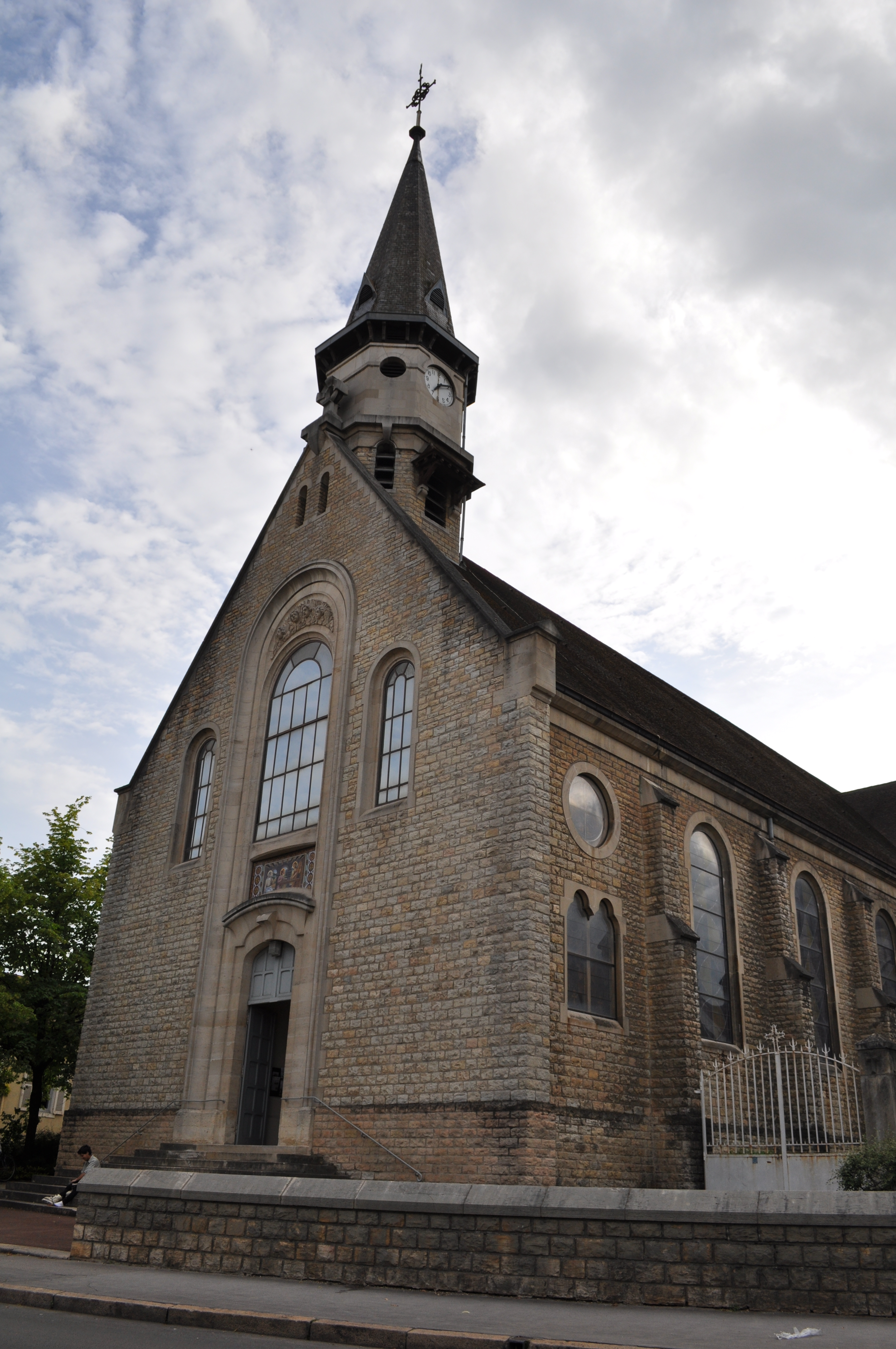
Église Saint-Joseph
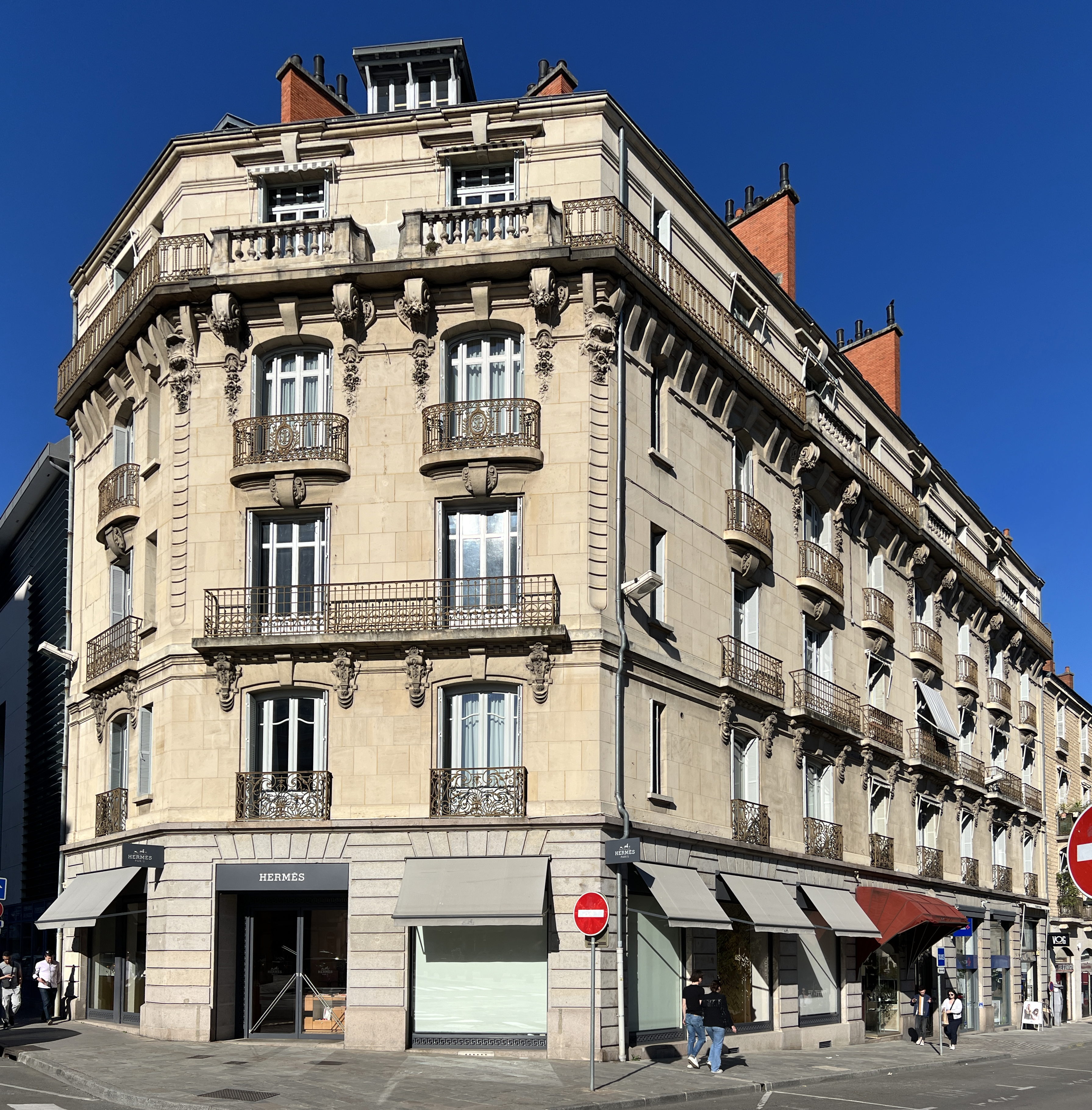
Immeuble de style Éclectique au n°6 place Grangier
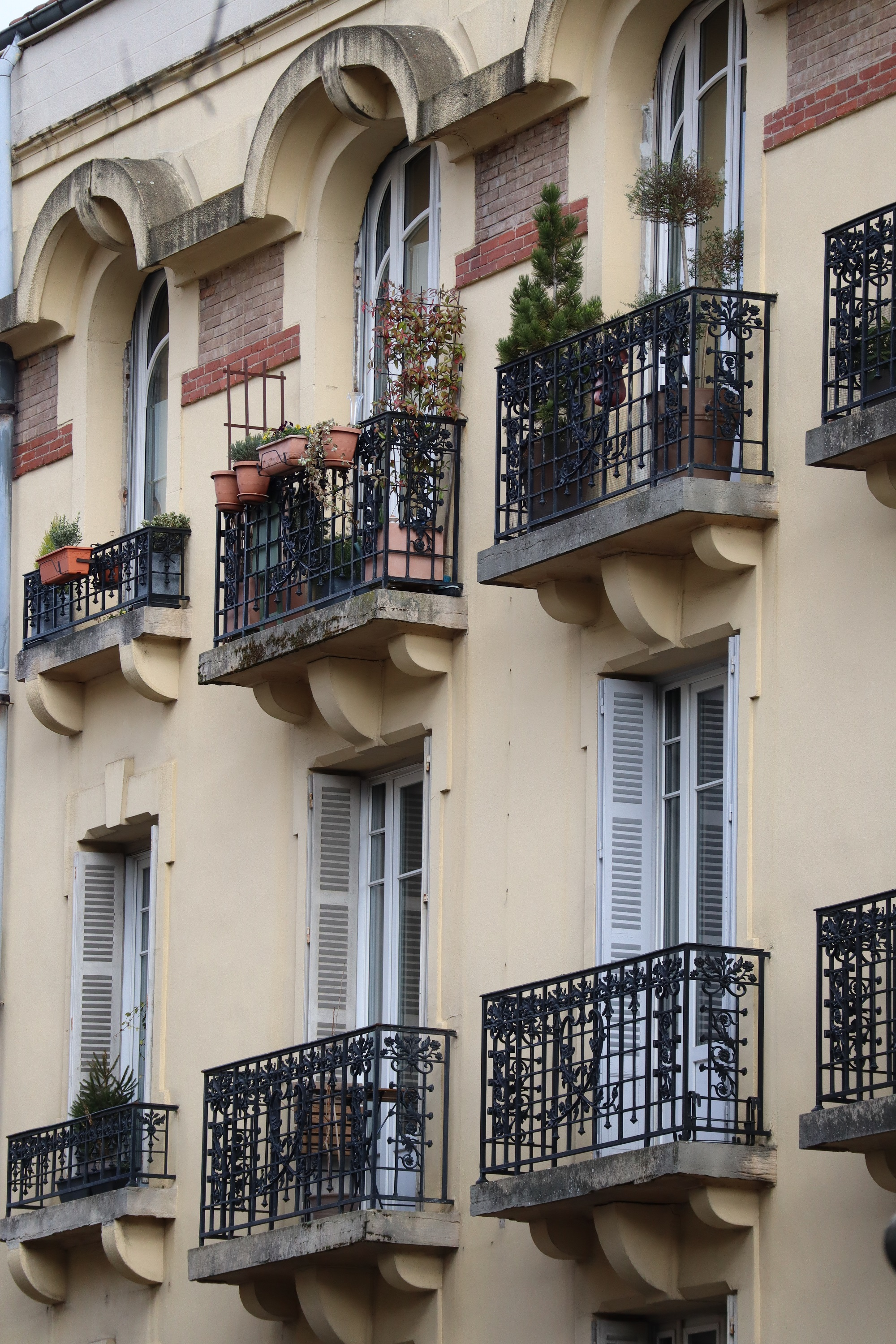
Immeuble entre Art nouveau et Art déco au n°2 Rue Montmartre